# 島津恵梨花
島津 恵梨花（しまづ えりか、1991年12月9日 - ）は、日本の女優。千葉県出身。所属事務所はスターヒル。第23代準ミス椿の女王。

## 略歴
- 2007年、ニンテンドーDSのCMでデビュー。
- 2009年9月、初舞台ながらヒロインを務めた舞台「生きて虜囚の辱めを受けず」から女優として本格的にスタート。2010年1月には舞台「白地に赤く」で初主演を務めた。
- 2012年1月、現事務所であるスターヒルに移籍、旧芸名「葵えりか」で活動。
- 2012年4月、地唄舞(日舞)山村流にて山村楽千代に弟子入り。
- 2014年2月、東京都伊豆大島の「椿の女王コンテスト」で第二十三代準“ミス椿の女王”に選出。これを機に本名である「島津恵梨花」に名前を変え活動中。

## 人物
- 千葉県浦安市出身。
- 趣味はスキー、テニス、日本舞踊、茶道、島巡り。
- 特技は英語、韓国語、ピアノ、華道。
- サービス介助士準二級の資格を持つ。
- ダイビングかライセンスCカードの資格を持つ。
- 父親は、ソニー不動産執行役員の島津清彦。

## 出演

### テレビドラマ
- 2018年「難波金融伝・ミナミの帝王」第15作　(関西テレビ)　法務局員役
- 2020年「日暮里チャーリーズ」ステイナイトミステリー　(朝日放送テレビ)　２話　女性役

### 映画
- 夕の江の街に 2012年 - 智子役
- 20代の夏 2015年 - 渡辺由佳役

### CM
- ピタットハウス
- ニンテンドーDS
- バンドブラザーズDX

### 舞台
- 「生きて虜囚の辱めを受けず」ヒロイン役（2009年9月）
- 「白地に赤く」主演（2010年1月）
- 神谷舞台 山村楽千代舞の会（2012年8月15日、2013年4月16日）
- 国立劇場「舞をどり」（2012年10月21日）
- 御神殿内「奉納舞」（2013年7月15日）
- 「シーボルト父子伝～蒼い目のサムライ～」ハインリッヒ・シーボルトの妻、岩本花役（2020年8月）